# 立法院議會暴力
中華民國立法院的國會暴力通常称为國會打架、立委鬥毆、立委群殴、立院全武行（即立法委员集體打架的意思）。立法院发生打架的历史，可以追溯到1980年代。1987年民主進步黨立法委員朱高正用柔道摔飛周書府，是第一件臺灣國會暴力。1988年4月7日民主進步黨立法委員朱高正跳上主席台，毆打時任代理主席的立法院副院長劉闊才，從此議會暴力層出不窮。
在早期中國國民黨執政时代，中華民國政府實施黨國體制，執政的中國國民黨一黨獨大。随中央政府搬遷來台之中國大陸各省立法委員、國民大會代表及監察委員在大陸地區無法進行選舉的情況下，任期可无限制延長。在议会决议过程中，這些立委惟黨意是從，因而与在野党的紛爭往往也是甚少发展到肢體冲突。
1980年代，當時仍處於威權時期，立法院由國民黨壟斷大多數議席。當時除了1948年在中國大陸所選出、380位左右的資深立委之外（原本共有760人，遷臺後剩380餘人，含1991年前在台灣逝世者），其餘則為依據《動員戡亂時期臨時條款》所選出的「增額」立法委員，最多的時候也僅有130人，且多數屬於國民黨籍，難以發揮國會的正常功能。黨外的朱高正認為「在國民黨獨裁時期，反對黨為有效監督，必須採取極端的手段；溫和的問政方式，無法有效推動民主發展」，因此開創了國會肢體肉搏衝撞體制的風氣。由朱高正所帶起的暴力問政風格，讓立法院乃至於地方議會紛起效尤，動輒以肢體進行議事抗爭。但在沒了威權體制、黨國箝制民主的脈絡以及爭民主的理念之下，肢體抗爭失去正當性，成為個人作秀與利益交換的工具，與當年立意在「打倒威權、爭取民主」的理念不可同日而語。
而現在國會暴力已大大減少，較多是溫和的推擠碰撞，参与衝突的立委，一是黨團議事攻防的運用，二是可以获得媒体的特别关注进而吸引选票等考量，有「政治作秀」、「看到攝影機才打架」、「其實是好朋友」、「先私下約好才打架」及「早上在立院打架、晚上一起上酒家」之说。
另外在中華民國，根據《立法院議事規則》第三十條，立法委員的發言時間由主席宣告（通常為數分鐘不等），無法像他國的國會一樣利用冗長辯論的手段癱瘓議會，因此議會暴力成了立法委員癱瘓議事的唯一手段，也讓立委的鬥毆被认为是台湾政治的标志之一。
立法院的議會暴力早在1990年代就引起歐美媒體和學者注意，1995年更曾以此獲得搞笑諾貝爾獎的和平獎，理由是「證明政客們鬥毆比引起戰爭更有政治效果」。

## 李登輝政府初期（國會全面改選前）
1990年至1993年
郝柏村先後擔任任國防部部長和行政院院長時，軍系立委、“秩序組”和駐衛警為「捍衛國防部」而幾乎天天打架，這時民進黨只有12席，有時有人（例如盧修一）甚至為此住院，以致有一次立法院院長動用警權將所有民進黨立委趕出立法院。
1990年3月7日
上午11時，立委陳水扁參加立法院國防委員會的會議，質詢時任國防部部長郝柏村是否在二月政爭時有意推翻時任總統李登輝，郝柏村答不宜說明；陳又問如果以後再發生政爭時郝柏村要站在哪一邊，這時立法院國防委員會主席周書府說這超出質詢範圍，兩方發生口角，周書府宣佈休息。
下午1時，陳水扁繼續上台質詢其他關於國防預算事項，郝柏村繼續避重就輕，說：「以後再書面回覆」，直到超過時間之後，周書府就趕陳水扁下台，說：「以後所有都書面回覆，換下個委員」，陳水扁大怒，以臺語大喊：「哪有人用這種方法，我不要諮詢。」一邊翻倒了發言臺，張俊雄、戴振耀也跟著翻桌。這時郁慕明聽到國防委員會有事，便趕來拿椅子亂摔，大罵：「他媽的，幹，你們真的要搞啊，肏你媽的！」，盧修一也抬起桌子要打郁，郁則拿攝影機腳架抵擋，大家打成一團，受國民黨控制的老三台則露出郝柏村在一旁的畫面，電視新聞旁白說他「有大將之風」。
混亂過後國民黨及民進黨兩黨互相指責不是，周書府更是大聲嚷嚷的說要提出告訴，郁慕明大罵：「你們好好談我們都可以接受啊，動不動就扔桌翻桌，以後立法院怎麼開會！」。

## 李登辉政府后期（國會全面改選後）
1993年5月5日
國民黨立委林明義和民進黨立委吵架。下台後，林因宣稱民進黨立委蘇焕智罵他幹你娘，於是拿黑金鋼大哥大朝蘇煥智頭上猛砸下去。5月7日民進黨立院黨團推派施明德、張俊宏、蘇嘉全、黃信介、尤宏、盧修一、陳定南等人與國民黨團的廖福本、李友吉、吳德美、高育仁、陳朝容等人共同觀看5月5日錄影帶，一致認為蘇焕智並未罵髒話，反而是林明義「幹」、「𤞚」聲連連，最後蘇煥智未能發言，陳朝容安慰他「卡忍耐」、「卡忍耐」，蘇煥智重複此話，卻被林明義誤聽而衝過主席台毆打蘇煥智。看過錄影帶後，國民黨立委高育仁表示事情已經很清楚，這是個人的事，不應作為政黨的事，國民黨應盡快協商並安排道歉。國民黨黨鞭廖福本也承認林明義有「聽的錯覺」，被打的蘇煥智則強調沒有說三字經；而支持林明義的吳德美則宣稱有聽到蘇煥智說「我早幹」、「我早幹」沒有被錄到，但當在旁記者質問「我早幹」是什麼意思，吳德美則說不知道，至於林明義「幹」聲連連，她則沒有評論。最終下午林明義在院會中公開道歉，表示他將「卡忍耐」聽成「幹你娘」才會打人，向蘇煥智個人及全院委員道歉，他「個人修養不夠，以後慢慢再修」，但他個人行為、個人擔當，兩黨不要再提升對抗。
在同一天下午的國防委員會審查榮民改革相關預算時，民進黨立委陳水扁發表關於榮民的預算談到：「大陸榮胞中心的44個員工人員維持費高達兩千兩百多萬元，然而160個大陸榮胞的生活費卻只有一千六百多萬元，榮胞中心的員工人數只有榮胞的四分之一，為何榮胞中心人員維持費高達榮胞生活費的一點五倍？這是把榮胞當豬在養嗎？」而國民黨立委韓國瑜卻誤以為陳水扁在罵榮民是豬，而對著陳水扁翻桌，甚至在陳質詢完後準備回座時，又在台下冷不防地打了陳水扁一巴掌，導致陳水扁住院治療三天。最後韓國瑜於5月7日道歉。
1996年6月14日
國民黨立委沈智慧質疑國事論壇的登記有人讓別人頂替，要求重新登記順序，並將登記簿緊抱在懷。這時新黨立委傅崐成便說如果沈不放手便要咬她。後來傅真的咬沈，沈則回踢到傅的膝蓋，傅又回踢，沈緊急就醫，後來驗傷證實沈真的右手被咬傷，私處有擦傷。

## 陳水扁政府时期
2001年3月28日
當時為親民黨的立委李慶安在教育委員會質詢教育部部長曾志朗，懷疑景文工商學校有黑金介入，這時無黨籍立委羅福助認為李在影射他，兩人發生口角，李拿茶杯向羅潑水，羅便攻擊李下體。
2004年3月23日
在重新统计2004年總統選舉的票数之后，立法院朝野立委协商行政验票的办法未果，在立法院中发生严重肢體冲突。
2004年5月7日
立院当日就“支持政府加速推动台湾成为世界卫生大会（WHA）观察员”进行决议，无党籍立委朱星羽当场表示反对，引起民进党立委賴清德不满，随即爆发冲突。赖清德怀疑朱星羽喝了酒，结果最后喊来了交警测试酒精含量，结果为0。
2004年10月26日
在讨论军购条例的过程中，立法院场面失去控制，朝野立委互相谩骂並互丢午餐便当。
2004年11月6日
亲民党籍立委鍾紹和与民进党立委郭荣宗等，對召開「全院联席会或各委员会议」一事意見上不一致，而在立法院发生鬥毆。
2004年12月22日
无党籍立委朱星羽与民进党立委余政道发生口角，后者拳打前者，前者扬言要“算帐”。
2006年5月30日
在关于与中國大陸三通的提议中，民进党立委王淑慧夺过文件塞进了嘴里。国民党立委拉扯她的头发，想要借此让她把文件咳出，但以失败告终。她本人最终吐出了文件并撕毁了。这是民进党人第三次强行中止投票。
2007年1月19日
立法院正討論事項第一案「中央選舉委員會組織法草案」之時，藍綠陣營的立委之間再次爆發嚴重的肢體衝突，時任立法院院長的王金平遭波及。綠營立委強行霸佔主席台，並將鞋丟向院長，卻打偏擊中王金平院長身旁護駕的立委顏清標。
2007年5月8日
同樣是審議「中選會組織法草案」時，民進黨的立委為了阻擋草案二讀，搶佔被藍營立委包圍的主席台，院長王金平無法主持會議。藍綠陣營爆發激烈肢體衝突，更投擲水杯、鞋子、文件等。事後兩者又互推責任，民進黨方面認為「國民黨立委霸佔主席台」，最大責任「應由前黨主席馬英九來負」；國民黨方面則認為「民進黨不照議事規則，拒絕表決，還誣賴馬英九」。王金平也譴責民進黨「以各種手段阻撓議事運作」。

## 馬英九政府时期
2008年10月22日
國民黨立委洪秀柱奪走紙板，她將紙板順手往後一丟，正巧砸中民進党立委管碧玲的助理眼睛。因此管碧玲掌摑洪秀柱。
2009年4月22日
上午立法院内政委员会邀请陆委会主委赖幸媛、海基会秘书长高孔廉等人报告即将举行的第三次“陈江会谈”。国民党立委李庆华在进行程序发言时，民进党立委邱议莹在台下表达不满意见打断发言，引发李庆华不满，要邱议莹“有点风度跟家教”，邱议莹与李庆华爆发口角，并突然从后面打李庆华一巴掌。李庆华下午到台北地检署，按铃控告邱议莹伤害及公然侮辱罪。
2010年1月12日
民進黨為了阻止《地方制度法》修正案，而與國民黨立委大打群架，最後國民黨版本的《地方制度法》驚險通過。
2010年7月8日
立法院召開臨時會審ECFA及配套法案，民進黨的立委黃偉哲不滿同黨委員郭玟成受到推擠摔下主席台，氣憤之下，隨手拔起重如磚頭的計時器，朝著主席台丟去，砸中國民黨籍立委吳育昇，導致吳育昇委員額頭逢了八針，2010年9月25日法院判處黃偉哲拘役55天，得易科罰金。另外國民黨籍立委謝國樑，則是被多名民進黨籍立委抓傷，咬傷手臂。
2012年9月28日
行政院院長陳沖到立法院做施政報告，並且備詢，台聯立委不滿經濟衰退，霸佔發言台並要求陳沖內閣撤換經濟首長，期間國民黨立委一擁而上，把三名台聯立委拉下台，爆發衝突。
2014年3月10日至3月18日
藍綠兩方為審理《海峽兩岸服務貿易協議》，國民黨與民進黨多次爆發衝突，於3月18日甚至有不滿國民黨通過服貿的學生發動了佔據立法院一事，以及由此事件衍生出的太陽花學運。
2015年3月31日
台聯立委為了抗議M503航線和亞投行，杯葛議事、強占主席台，甚至扯壞麥克風，原本排定的總質詢只好延後，並與國民黨立委發生衝突。

## 蔡英文政府时期
2016年4月29日
國民黨不滿民進黨通過撤銷12年國民教育的課綱微調提案，在提案通過後佔領發言台，使得後面之提案「處理暫緩審議中嘉轉售案（中嘉案）」發言過程中，多名民進黨委員無法發言，而在該案通過後，15名國民黨立委帶著海報霸佔主席台，但海報馬上就被民進黨立委邱議瑩撕碎並丟到主席台下，並在主席台上喊道：「學習一下怎麼當在野黨，學習謙卑，學習面對失敗。」，立法院長蘇嘉全最後受不了，撥開國民黨立委的人牆，直接宣佈休息；而在經過將近兩個小時的休會與黨團協商後，最後還是以無效決議論，並預定於政府改組後續行審議，此為政黨輪替後第一次、也是國民黨第一次發動癱瘓議事。
2016年5月27日
國民黨發動突襲，趁民進黨立委在議場少數，要求提出權宜問題，認為衛福部部長林奏延在WHA未提台灣，要求行政院院長林全和林奏延道歉，立法院長蘇嘉全隨即宣布休息，議事被中斷。超過1小時後，蘇嘉全回到主席台主持議程，蘇表示，國民黨團提案並非權宜問題，所以不予處理，國民黨團提出異議，蘇嘉全交付表決，除了國民黨團外，其餘黨團並未出席投票，最後29票贊成，0票反對，但不足出席人數三分之一，不予通過，讓國民黨直呼「民進黨落跑」，並在發言台拍桌，要求清點人數，最後清點人數剩下22人，仍未達法定出席人數，不予處理。
2016年5月31日
立法院總質詢首日邀請林全內閣報告施政方針並備質詢，國民黨不願讓林全上台報告，佔據發言台杯葛議事，同時也將一隻巨型豬隻玩偶帶入會場，抗議新政府「可能」會開放含瘦肉精美豬進口台灣。適逢美国国会助理團訪台，行程安排來到立法院參訪，美國在臺協會也派員同行，美方人員直接目睹國民黨杯葛議事，國會癱瘓的窘境，負責導覽的立法院議事人員面露尷尬，盡力向美國貴賓大致解釋當前情況，看到台灣國會殿堂擺滿各式看板口號，甚至還有一頭巨大的「豬」趴在發言台上，美國人也好奇拿起手機拍照，交頭接耳議論紛紛。下午5點45分，時代力量提案，「為使本院能確實履行職責，有效監督行政部門，開始進行總質詢，並彌補今天遭國民黨浪費之院會寶貴時間」，因此要求會議時間延長至晚上12點。民進黨提出異議，隨即進行表决，最後以57票反對、5票同意否決提案。蘇嘉全宣布會議結束，國民黨為杯葛成功鼓掌，彎腰收起各式標語，立委陳超明也搬走道具豬。林全離開議場時，民進黨女立委包圍護駕，國民黨立委李彥秀衝上前，反與民進黨立委陳賴素美拉扯，兩人在地上摔成一團。
2016年7月1日
國民黨不滿行政院「一例一休」方案，9時26分左右近30名國民黨立委舉著標語，占領主席台。由於國民黨立委黃昭順及許淑華站在行政院長備詢台上，民進黨立委進入議場後，舉著「我要開會」、「我要質詢」等標語並自備大聲公，在台下與國民黨立委相互叫陣。原訂的報告事項及施政總質詢，均未進行，院會上午空轉。
2016年7月15日
立法院會第一會期最後一天，國民黨為阻擋不當黨產條例草案過關，除一早就準備近300案的變更議程案外，也從報告事項開始，就逐案提出異議表決，還發明新招數，自己提案自己擋，還要求點名表決、重複表決，一個案子得花五分鐘解決，意圖拖延院會時間，民進黨團則提案，將會議時間延長到午夜12點。院會一整天上演表決大戰，僅通過106項議案一讀，但原訂完成二、三讀之不當黨產條例及其他民生法案，包括電業法、生技新藥產業發展條例、長照法成功被國民黨團擋下。
2016年7月21日
立法院社福衛環委員會召開臨時會，審查勞動基準法的「一例一休」修正草案，但擔任召委的民進黨立委林淑芬請假沒出席，各黨立委則在開會現場等待，過程中爆發言語衝突。民進黨團總召柯建銘到場與時代力量立委黃國昌「溝通」，若是可以證明林淑芬將主持召委授權給吳玉琴，便立刻離開主席台，否則就讓「林淑芬自己來說明」。國民黨衛環委員會4名委員王育敏、陳宜民、李彥秀及蔣萬安也堅持，林淑芬必須到委員會現場說明。事後林淑芬遭民進黨團紀律小組處以最高處分3萬元的罰款，理由是黨籍召委無故不主持會議。
2016年7月26日
立法院臨時會院會處理國營事業預算案，因為國民黨拒絕協商，使得院會必須處理2419項預算刪減提案，這個數字是過去3年國營事業預算案總提案數484案的近5倍。下午2點半立法院會直接進入表決，同一案中，國民黨團先提議採點名表決、針對點名表決的提議重付表決、本案表決、本案重付表決，同一案一共要表決4次大約10分鐘。民進黨團提議延長開會時間，從29日晚間6時至29日晚間12時都繼續開會，連續表決4天3夜。不少民進黨及時代力量立委都在臉書批評「浪費時間」，但國民黨團關閉協商，只能不斷無奈按下表決器。
2016年7月27日
連續表決經過28個小時，一名女性宣讀員晚間因為血壓低在廁所暈倒，送台大醫院急診。立法院副院長蔡其昌宣布繼續開會，時代力量立委徐永明走到國民黨立委前說，有議事人員倒了，「你們還要繼續鬧下去嗎？」提案刪新台幣1000萬7000元、1000萬6000元，這種案子有需要重複提嗎？吳秉叡則指著國民黨立委說，「你們的目的就是在報復、杯葛」；陳宜民說，「延長開會時間是你們提的」。藍綠立委一湧而上互相指責對方，因場面混亂，蔡其昌表示，請大家冷靜坐下來談一談，院會暫時宣布休息。
2016年10月5日
社福衛環委員會「一例一休」再次初審，前一天國民黨事先佔領了衛環委員會的會議室並借出立法院全部無線麥克風，但民進黨團臨時更改開會場地，也直接佔領該會議室，上午8時多，民進黨立委和國民黨立委拿大聲公不停互嗆。召委陳瑩準時在9時宣布開會，議事人員也直接宣讀條文，但立委們仍包圍主席台一帶，繼續互嗆，議事人員宣讀完條文後，陳瑩則直接宣布停止討論詢答，全案審查完竣，送院會及黨團協商。
2016年10月26日
因朝野對確認10月5日初審勞基法部分條文修正草案的會議議事錄有不同意見，國民黨7時30分佔據社環委員會主席台，杯葛議事，民進黨召委吳玉琴上午9時雖宣告開會，但1分鐘後就宣布休息，委員會停擺一天。
2016年10月27日
立院社福及衛環委員會因「一例一休」修法確認議事錄再爆衝突。民進黨籍召委吳玉琴在確認議事錄過程中，在野黨團雖相繼提出程序發言，但民進黨召委吳玉琴「不予處理」，強行通過議事錄的確認引發執政黨及在野黨立委口角、爆發全武行。國民黨隨後轉往監察院控告立法院秘書長林志嘉瀆職，最後回到委員會占領主席台直至傍晚，委員會停擺一天。
2016年10月28日
時代力量昨日下午要求蘇嘉全針對勞基法修正案之議事錄確認問題召集朝野協商，立法院安排於今日上午由蘇嘉全主持協商，但國民黨早已表態不出席，並同時佔據議場主席台。民進黨團則在幹事長吳秉叡帶領下，敲桌高喊「我要開會」，院會停擺一天。
2017年7月13日至14日
立法委員在一項有爭議的4200億美元基礎設施支出計劃中連續兩天大吵大鬧，反對派（由國民黨領導）聲稱該計劃使忠於現任總統執政黨民進黨的城市和縣受益。他們還聲稱，該計劃的製定是為了在2018年的地區選舉之前獲得對該黨的支持。2017年7月13日，有立法委員向中華民國行政院長林全扔水氣球，林全被阻止發表預算報告。這導致他離開會議廳，會議被迫暫停。第二天，反對派議員佔領了會議廳，並在自己的頭頂上方抬起了大號軟墊辦公椅，包圍了主席台，並與民進黨立法委員爭吵不休，吳秉叡更和顏寬恒打了起來，以阻止林全再次發表報告。這導致議會會議提前中止。
2020年11月27日
總統蔡英文在8月宣布，政府將從2021年1月1日起允許進口含萊克多巴胺的美國豬肉以及30個月以上的美國牛肉。国民党立委因此於11月27日試圖阻止行政院长蘇貞昌在立法院进行施政报告。有国民党籍立法委员向苏贞昌的议事台丢掷猪内脏，并在會場内用哨子和空气喇叭制造噪音。藍綠立委爆发严重肢体冲突，苏贞昌最終在混乱中结束施政报告。
2024年5月17日
是日立法院計劃就涉及國會改革的法案進行表決。由於法案中涉及藐視國會罪、國會調查權、總統定期發表國情報告的內容爭議頗大，藍白兩黨與民進黨展開攻防戰，民進黨黨團先是在凌晨衝入議場，準備霸佔主席台，結果被人數佔優的藍白黨團阻擋。至中午草案二讀表決的時候，民進黨立委再度嘗試佔領主席台，與在台上的藍白委員爆發激烈衝突，表決一度中斷。到午餐時分，朝野雙方進行協商，雙方仍無法就議程、法案達成共識，回到議場時再度發生衝突，續進行三輪協商。至傍晚時分，朝野表決通過延長開會時間至處理完法案所有程序，隨即開始對法案進行逐條討論、發言、表決，席間第三度爆發嚴重肢體衝突。至晚上，藍白兩黨仍在逐條審議法案。當日三輪衝突造成民進黨立委沈伯洋、鍾佳濱、邱志偉、莊瑞雄、郭國文，以及國民黨立委吳宗憲等六名立委因身體不適而送醫。

## 賴清德政府时期
2024年12月19日-20日
為阻止立法院20日審議《公職人員選舉罷免法》《憲法訴訟法》及《財政收支劃分法》修正案，民進黨黨團提前一晚破窗進入立法院大樓，搶先佔據主席台，並封鎖議場所有出入口及窗戶。國民黨黨團次日展開攻堅行動，經茶水間側門進入議場，與主席台的民進黨黨團爆發激烈衝突。雙方糾纏過後，國民黨將霸佔主席台的民進黨立委一一拉走，之後護送立法院院長韓國瑜進入議場。會議正式開始的時候，在大樓外集結青鳥抗議民眾情緒激動，試圖衝擊警方防線進入議場，有民進黨立委幫忙移除柵欄，揮手示意民眾向前衝。最終，三個法案在衝突中三讀通過。